# Serder Serderov
Serder Moukaïlovitch Serderov, né le 10 mars 1994 à Makhatchkala, est un footballeur russe qui évolue au poste d'attaquant au FK Aktobe en prêt du NK Istra.

## Statistiques
| Saison                | Club                  | Championnat           | Championnat | Championnat | Coupe(s) nationale(s) | Coupe(s) nationale(s) | Compétition(s) continentale(s) | Compétition(s) continentale(s) | Compétition(s) continentale(s) | Total | Total |
| Saison                | Club                  | Division              | M.          | B.          | M.                    | B.                    | Comp.                          | M.                             | B.                             | M.    | B.    |
| 2011-2012             | CSKA Moscou           | Premier-Liga          | -           | -           | -                     | -                     | C1                             | 1                              | 0                              | 1     | 0     |
| Sous-total            | Sous-total            | Sous-total            | -           | -           | -                     | -                     | -                              | 1                              | 0                              | 1     | 0     |
| 2012-2013             | Anji Makhatchkala     | Premier-Liga          | 1           | 0           | 2                     | 1                     | C3                             | 0                              | 0                              | 3     | 1     |
| Sous-total            | Sous-total            | Sous-total            | 1           | 0           | 2                     | 1                     | -                              | 0                              | 0                              | 3     | 1     |
| Total sur la carrière | Total sur la carrière | Total sur la carrière | 1           | 0           | 2                     | 1                     | -                              | 1                              | 0                              | 4     | 1     |